# ゼン・ジェリコ
ゼン・ジェリコ（Then Jerico）は、イングランドのロック・バンド。彼らは1980年代にイギリスでトップ40ヒットを4曲記録した。

## 業績
バンドの初期ラインナップには、シンガーのマーク・ショウ、ベーシストのジャスパー・ステインソープ、ドラマーのスティーヴ・レン、ギタリストのスコット・テイラーが在籍していた。
バンドは1983年にニューヨークのライムライト・クラブで演奏し、1984年にロンドン・レコードと契約した。シングル「The Big Sweep」はロンドンのために録音されたが、ロンドン側は歌詞の主題（ロバート・マクスウェル/ルパート・マードックに対する声明）に異議を唱えた。この曲は、1985年にプロデューサーのマーティン・ラシェントが自身のレーベル、Immaculateから初めてリリースし、後に新曲「Fault」とともにロンドン・レコードから限定版としてリリースされた。
バンドの曲「マッスル・ディープ」と「ザ・モーティヴ」は1987年にチャート入りした。彼らは2枚のアルバムで成功を収めた。ショウとオーウェン・デイヴィスが共同プロデュースした『ファースト (ザ・サウンド・オブ・ミュージック)』（1987年）は、全英アルバムチャートで35位に達した。続いて1989年にリリースされた『ザ・ビッグ・エリア』はゴールドディスクとなり、全英アルバムチャートで4位に達した。リック・ノウェルズがアルバムの数曲をプロデュースしており、これによって2枚目のシングルとしてリリースされた「ホワット・ダズ・イット・テイク?」ではベリンダ・カーライルがバック・ボーカルで参加することとなった。
1988年にグループの2枚目のアルバムに先駆けてリリースされた「ビッグ・エリア」は、全英シングルチャートで最高13位を記録し、チャートで最大の成功を収めた。
オリジナルのゼン・ジェリコのメンバーは1990年初頭に解散し、マーク・ショウはソロ活動に転向した。彼は1991年にEMIから唯一のスタジオ・アルバム『Almost』をリリースした。このアルバムはギタリストのアンディ・テイラーがプロデュースし、「Love So Bright」と「Under Your Spell」という2枚のシングルが収録されている。ショウは1993年にテイラーとともに「ゼン・ジェリコ2」名義でいくつかの小さなクラブ公演を行った。
1998年、ショウはゼン・ジェリコを再結成し、イーグル・ロックからリリースされた自費アルバム『Orgasmaphobia』の楽曲を書いた。このアルバムはマーク・ショウとアンディ・テイラーが共同プロデュースし、テイラー、シンプル・マインズのキーボード奏者ミック・マクニール、作家イアン・バンクスがコラボレーションを行った。2000年には、Yeaah!レコードからライブ・アルバム『Alive & Exposed』がリリースされた。レコードは「Then Jerico... Mark Shaw Etc.」としてクレジットされていル。これは、1992年夏にロンドンのクラッパムにあるグランド・シアターで行われたコンサートの録音となっている。新曲「Step into the Light」が収録されている。
ショウは2012年に、マーク・ショウ、ギタリストのロブ・ダウンズとスコット・テイラー、ベーシストのジャスパー・ステインソープ、ドラマーのスティーヴ・レンからなるバンドのオリジナル・ラインナップで新たなゼン・ジェリコのツアーに乗り出した。
2013年には、ワーナー/ライノ・ミュージックからのコンピレーション・アルバム『Reprise』 のリリースを宣伝するために「Repriseツアー」が開始され、「Henley's Rewind the 80s Music」や「Let's Rock Bristol festivals」など、数多くのイベントに出演した。
2014年2月、「オリジナル」のゼン・ジェリコは継続できなくなった。しかし、リード・シンガーのマーク・ショウは、契約に基づき、その年の5月、6月、7月に開催されるレッツ・ロック・フェスティバルの日程をこなすために、新たなラインナップで活動を続けた。ショウは2016年7月16日にロンドンのクラパム・コモンで開催された「レッツ・ロック・ロンドン」に出演する前、2015年のうちにクラブ・ショーで演奏した。マーク・ショウは歌手のトニー・ハドリーやSASバンドとも断続的に活動している。
2020年4月27日、ギタリストのスコット・テイラーが脳腫瘍のため58歳で亡くなった。

## メンバー

### 現在のメンバー

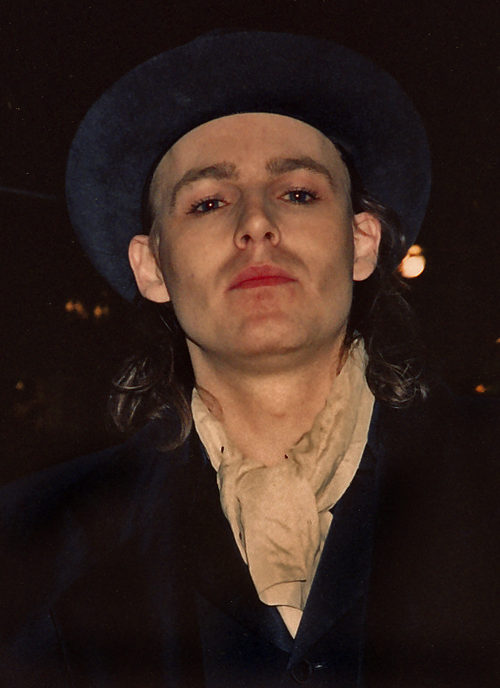
マーク・ショウ（1988年）

- マーク・ショウ (Mark Shaw) – ボーカル (1983年–1990年、1998年– )[19]
- ライアン・ウィリアムス (Ryan Williams) – ギター
- マグナス・ボックス (Magnus Box) – ベース
- ポール・デイヴィス (Paul Davis) – ドラム

### 旧メンバー
- ジャスパー・ステインソープ (Jasper Stainthorpe) – ベース (1983年–1989年、2012年–2013年)[19]
- スティーヴ・レン (Steve Wren) – ドラム (1983年–1989年、2012年–?)[19]
- スコット・テイラー (Scott Taylor) – ギター (1984年–1989年、2012年–2020年) ※2020年死去[19][17]
- クリフ・ローレンス (Cliff Lawrence) – ギター (1983年)
- マーク・サンダーソン (Mark Sanderson) – キーボード (1983年)
- ベン・アングィン (Ben Angwin) – キーボード (1984年–1985年)
- アレックス・マンゴ (Alex Mungo) – キーボード (1985–1988)
- ロブ・ダウンズ (Rob Downes) – ギター (1987年–1989年、2012年–?)[19]
- クリス・ヨーンデル (Chris Youdell) – キーボード (1988年–1989年)
- キース・エアリー (Keith Airey) – ギター (1989年、スコット・テイラーに代わってBig Area tourに参加)
- ジャスティン・マッコンヴィル (Justin McConville) (2010年代の公演)
- ジョン・ミラー (John Miller) (2010年代の公演)
- PJ・フィリップス (PJ Phillips) – ベース、バック・ボーカル (1998年–2016年)

彼らのライブ・ショーでは、バック・ボーカルのバリ・ゴダード（クリフ・リチャード、マドンナ、ジミー・サマーヴィルなどとも共演）とスティーヴ・リー（ジョーン・アーマトレイディング）の才能が披露された。これらのパフォーマンスの一部は、ラジオ1セッションの一部や、1989年のハマースミス・オデオン公演全体を収録した2枚組CD『Radio Jerico』で確認できる。

## ディスコグラフィ

### スタジオ・アルバム
- 『ファースト (ザ・サウンド・オブ・ミュージック)』 - First (The Sound of Music) (1987年、London)
- 『ザ・ビッグ・エリア』 - The Big Area (1989年、London)
- Orgasmaphobia (1998年、Yeaah!)

### ライブ・アルバム
- Radio Jerico (1997年、Murder)
- Alive & Exposed (2000年、Murder) ※Then Jerico, Mark Shaw etc.名義
- Acoustic Live (2012年)

### コンピレーション・アルバム
- Electric (1997年、Murder)
- The Best Of (1997年、Murder)
- Reprise : Famous Hits And Mysterious Mixes (1997年、Murder)
- 『ビフォア・ザ・フューチャー:1984-1989』 - Before The Future: 1984-1989 (1997年、Murder)

### 代表的なシングル曲
- 「マッスル・ディープ」 - "Muscle Deep" (1986年)
- 「レット・ハー・フォール」 - "Let Her Fall" (1987年) ※全英65位
- 「プレイリー・ローズ」 - "Prairie Rose" (1987年)
- 「ザ・モーティヴ」 - "The Motive (Living Without You)" (1987年) ※全英18位
- 「マッスル・ディープ」 - "Muscle Deep" (1987年) ※全英48位
- 「ブレッスド・デイズ」 - "Blessed Days" (1987年)
- 「ビッグ・エリア」 - "Big Area" (1989年) ※全英13位。映画『風の惑星 スリップストリーム』主題歌
- 「ホワット・ダズ・イット・テイク?」 - "What Does It Take" (1989年) (featuring Belinda Carlisle) ※全英33位。ベリンダ・カーライルがコーラスで参加
- "Sugar Box" (1989年) ※全英22位

## 日本公演
- JAPAN TOUR '87 (1987年)

## 参照
- 80's Rockers Then Jerico Reunite To Take 'Big Area' Album On Tour - Stereoboard UK